# Faludi Miksa
Faludi Miksa, Berndorfer (Székesfehérvár, 1851. január 27. – Székesfehérvár, 1906. szeptember 26.) bölcseleti doktor, kereskedelmi akadémiai igazgató.

## Élete
Családi neve 1880-ig Berndorfer volt; tanulmányait a bajai székesfejérvári gimnáziumban és a budapesti egyetemen végezte; 1871-től a székesfehérvári kereskedelmi akadémiának tanára s 1884-től igazgatóként működött. Neje Gross Zsófia volt. Elhunyt 1906. szeptember 26-án déli 12 órakor, életének 56., házasságának 16. évében, örök nyugalomra helyezték 1906. szeptember 28-án délelőtt.
Esztétikai, dramaturgiai cikkeket és tárcákat irt a Székesfehérvár és Vidékébe (1876-1889) F. jeggyel, és fordított regényeket (Miss Rahel, Clemence de Montbard) és szindarabokat (Dr. Wespe, Agglegények iskolája, Nászutazás).

## Munkái
- Kereskedelmi földrajz, kereskedelmi és ipartanodák használatára 1. Europa. Székesfehérvár, 1880. (2. jav. és bőv. kiadás a kereskedelmi középiskolák I. és II. osztálya használatára. Székesfehérvár, 1888. Borostyán Sándorral együtt.)
- Virágok. Székesfehérvár, 1884.
- Gőthe Iphigeniája. Irodalomtörténeti tanulmány, Székesfehérvár, 1888.
- Földrajz, kereskedelmi akadémiák és középiskolák számára, 1892.

Szerkesztette a székesfejérvári kereskedelmi akadémia Értesítőjét 1885-től.